# Puchar Świata w Rugby 2003
Puchar Świata w roku 2003 był rozgrywany w Australii. W zawodach wzięło udział 20 ekip z 5 kontynentów.
Drużyny World Cup 2003:
| - Ameryka - Argentyna - Kanada - Stany Zjednoczone - Urugwaj - Azja - Japonia - Oceania - Australia (gospodarz) - Fidżi - Nowa Zelandia - Samoa - Tonga | - Afryka - Południowa Afryka - Namibia - Europa - Anglia - Francja - Gruzja - Irlandia - Włochy - Rumunia - Szkocja - Walia |

Zespoły zostały podzielone na 4 grupy po 5 zespołów każda. Dwa najlepsze zespoły zakwalifikowały się do fazy pucharowej. W finale, który odbył się na stadionie Telstra w Sydney w obecności 83 tys. widzów, zagrały ekipy Australii i Anglii. W normalnym czasie gry mecz zakończył się remisem 14-14. W dogrywce lepszy okazał się zespół Anglii, wygrywając ostatecznie finał 20-17. Anglia wygrała Puchar Świata po raz pierwszy.

## Wyniki

### Faza grupowa

#### Grupa A
| Drużyna   | Wygrane | Remisy | Porażki | P. zdobyte | P. stracone | BP | Punkty |
| --------- | ------- | ------ | ------- | ---------- | ----------- | -- | ------ |
| Australia | 4       | 0      | 0       | 273        | 32          | 2  | 18     |
| Irlandia  | 3       | 0      | 1       | 141        | 56          | 3  | 15     |
| Argentyna | 2       | 0      | 2       | 140        | 57          | 3  | 11     |
| Rumunia   | 1       | 0      | 3       | 65         | 192         | 1  | 5      |
| Namibia   | 0       | 0      | 4       | 28         | 310         | 0  | 0      |

#### Grupa B
| Drużyna           | Wygrane | Remisy | Porażki | P. zdobyte | P. stracone | BP | Punkty |
| ----------------- | ------- | ------ | ------- | ---------- | ----------- | -- | ------ |
| Francja           | 4       | 0      | 0       | 204        | 70          | 4  | 20     |
| Szkocja           | 3       | 0      | 1       | 102        | 97          | 2  | 14     |
| Fidżi             | 2       | 0      | 2       | 98         | 114         | 2  | 10     |
| Stany Zjednoczone | 1       | 0      | 3       | 86         | 125         | 2  | 6      |
| Japonia           | 0       | 0      | 4       | 79         | 163         | 0  | 0      |

#### Grupa C

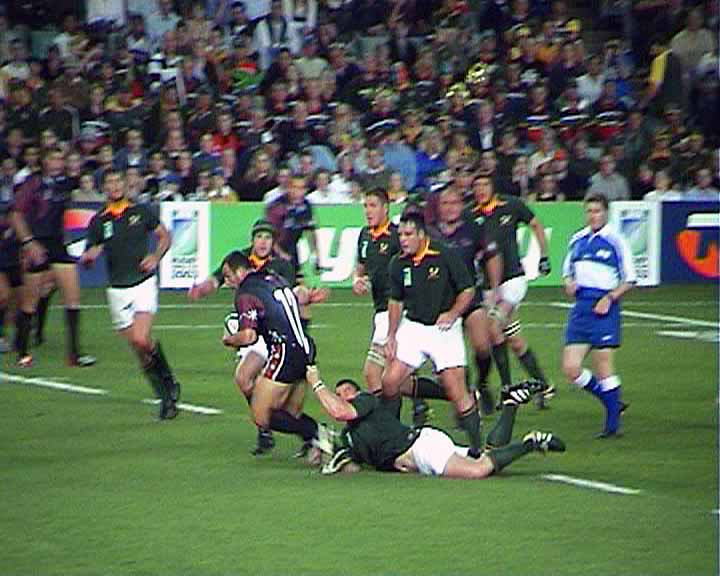
RPA - Gruzja, 24 października 2003

| Drużyna           | Wygrane | Remisy | Porażki | P. zdobyte | P. stracone | BP | Punkty |
| ----------------- | ------- | ------ | ------- | ---------- | ----------- | -- | ------ |
| Anglia            | 4       | 0      | 0       | 255        | 47          | 3  | 19     |
| Południowa Afryka | 3       | 0      | 1       | 184        | 60          | 3  | 15     |
| Samoa             | 2       | 0      | 2       | 138        | 117         | 2  | 10     |
| Urugwaj           | 1       | 0      | 3       | 56         | 255         | 0  | 4      |
| Gruzja            | 0       | 0      | 4       | 46         | 200         | 0  | 0      |

#### Grupa D
| Drużyna       | Wygrane | Remisy | Porażki | P. zdobyte | P. stracone | BP | Punkty |
| ------------- | ------- | ------ | ------- | ---------- | ----------- | -- | ------ |
| Nowa Zelandia | 4       | 0      | 0       | 282        | 57          | 4  | 20     |
| Walia         | 3       | 0      | 1       | 132        | 98          | 2  | 14     |
| Włochy        | 2       | 0      | 2       | 77         | 123         | 0  | 8      |
| Kanada        | 1       | 0      | 3       | 54         | 135         | 1  | 5      |
| Tonga         | 0       | 0      | 4       | 46         | 178         | 1  | 1      |

## Faza Pucharowa

### Ćwierćfinały
| 8 listopada 2003 | Nowa Zelandia                                                     | 29:9(13:6) | Południowa Afryka | Docklands Stadium, Melbourne Widzów: 40 734 Sędzia: Tony Spreadbury |
| 8 listopada 2003 | MacDonald 16 (P pd 3K) Mauger 3 (dg) Rokocoko 5 (P) Mealamu 5 (P) | 29:9(13:6) | Hougaard 9 (3K)   | Docklands Stadium, Melbourne Widzów: 40 734 Sędzia: Tony Spreadbury |

| 8 listopada 2003 | Australia                                                   | 33:16(9:9) | Szkocja                              | Lang Park, Brisbane Widzów: 45 412 Sędzia: Steve Walsh |
| 8 listopada 2003 | Flatley 18 (3pd 4K) Lyons 5 (P) Gregan 5 (P) Mortlock 5 (P) | 33:16(9:9) | Paterson 11 (pd dg 2K) Russell 5 (P) | Lang Park, Brisbane Widzów: 45 412 Sędzia: Steve Walsh |

| 9 listopada 2003 | Francja                                                                         | 43:21(27:0) | Irlandia                                         | Docklands Stadium, Melbourne Widzów: 33 134 Sędzia: Jonathan Kaplan |
| 9 listopada 2003 | Michalak 23 (4pd 5K) Dominici 5 (P) Harinordoquy 5 (P) Crenca 5 (P) Magne 5 (P) | 43:21(27:0) | Humphreys 6 (3pd) O’Driscoll 10 (2P) Maggs 5 (P) | Docklands Stadium, Melbourne Widzów: 33 134 Sędzia: Jonathan Kaplan |
| 9 listopada 2003 | Ibañez                                                                          | 43:21(27:0) |                                                  | Docklands Stadium, Melbourne Widzów: 33 134 Sędzia: Jonathan Kaplan |

| 9 listopada 2003 | Anglia                                  | 28:17(3:10) | Walia                                                     | Lang Park, Brisbane Widzów: 45 252 Sędzia: Alain Rolland |
| 9 listopada 2003 | Wilkinson 23 (pd dg 6K) Greenwood 5 (P) | 28:17(3:10) | Harris 2 (pd) Charvis 5 (P) Williams 5 (P) S. Jones 5 (P) | Lang Park, Brisbane Widzów: 45 252 Sędzia: Alain Rolland |

### Półfinały
| 15 listopada 2003 | Nowa Zelandia                   | 10:22(7:13) | Australia                         | Stadium Australia, Sydney Widzów: 82 444 Sędzia: Chris White |
| 15 listopada 2003 | MacDonald 5 (pd K) Thorne 5 (P) | 10:22(7:13) | Flatley 17 (pd 5K) Mortlock 5 (P) | Stadium Australia, Sydney Widzów: 82 444 Sędzia: Chris White |

| 16 listopada 2003 | Francja                      | 7:24(7:12) | Anglia                | Stadium Australia, Sydney Widzów: 82 346 Sędzia: Paddy O’Brien |
| 16 listopada 2003 | Michalak 2 (pd) Betsen 5 (P) | 7:24(7:12) | Wilkinson 24 (3dg 5K) | Stadium Australia, Sydney Widzów: 82 346 Sędzia: Paddy O’Brien |
| 16 listopada 2003 | Dominici · Betsen            | 7:24(7:12) |                       | Stadium Australia, Sydney Widzów: 82 346 Sędzia: Paddy O’Brien |

### Mecz o 3. miejsce
| 20 listopada 2003 | Nowa Zelandia                                                                                                  | 40:13(14:6) | Francja                            | Stadium Australia, Sydney Widzów: 62 712 Sędzia: Chris White |
| 20 listopada 2003 | Carter 8 (4pd) MacDonald 2 (pd) Jack 5 (P) Howlett 5 (P) Rokocoko 5 (P) Holah 5 (P) Muliaina 5 (P) Thorn 5 (P) | 40:13(14:6) | Yachvili 8 (pd dg K) Elhorga 5 (P) | Stadium Australia, Sydney Widzów: 62 712 Sędzia: Chris White |

### Finał
| 22 listopada 2003 | Australia                    | 17:20(5:14) | Anglia                              | Stadium Australia, Sydney Widzów: 82 957 Sędzia: André Watson |
| 22 listopada 2003 | Flatley 12 (4K) Tuqiri 5 (P) | 17:20(5:14) | Wilkinson 15 (dg 4K) Robinson 5 (P) | Stadium Australia, Sydney Widzów: 82 957 Sędzia: André Watson |